# Hyoscyamus muticus

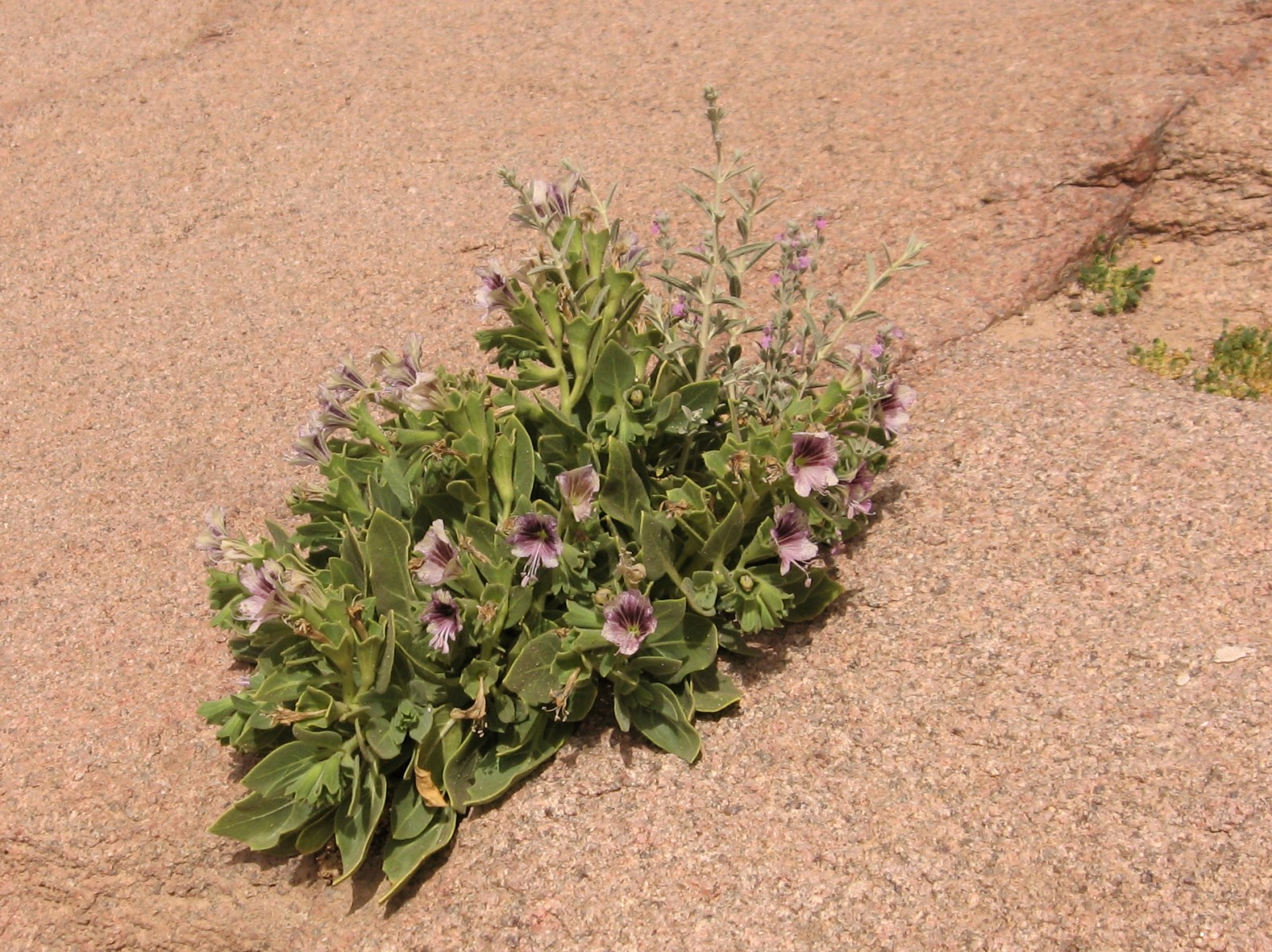
Hábito da planta (Monte Sinai, Egipto).

Hyoscyamus muticus, o meimendro-egípcio, é uma espécie de planta herbácea do género Hyoscyamus da família Solanaceae, com distribuição natural no norte da África, Médio oriente e sueste da Europa. Apesar da sua elevada toxicidade para os humanos, foi utilizada como planta medicinal e como enteógeno.

## Descrição
Hyoscyamus muticus é uma planta herbácea suculenta, por vezes com porte de subarbustivo, perene, glabra ou ligeiramente pubescente, viscosa, que pode alcançar 1,5 m de altura. O caule é ramificado distalmente na parte alta. As folhas de medem 4–12 cm por 1–9 cm, pecioladas e alternas, com as inferiores ovaladas a anguladas, geralmente de margens sinuados ou sinuado-dentados, enquanto que as superiores são mais estreitas, subsentadas, lanceoladas e habitualmente de bordos inteiros. As flores ocorrem em densas inflorescências erectas, de até 30 cm de comprimento, com brácteas inteiras. O cálice é pentalobulado, glabro ou ligeiramente pubescente (mas nunca densamente peludo como em outras espécies do género), tornando-se acrescente na frutificação. A corola apresenta na região basal coloração esbranquiçada a verdosa, que se mantém exteriormente na zona distal que é interiormente densamente manchado de púrpura e com uma rede de nervações mais clara, sendo ligeiramente zigomorfa. O androceu apresenta 5 estames desiguais, com anteras violáceas. O fruto, rodeado pelo cálice acrescente e persistente,é um pixídio com um diâmetro de cerca de 5 mm, com numerosas sementes de contorno em forma de rim ou afilado, alveoladas, com cerca de 1 por 1,5 mm.

## Citologia
O número cromossómico básico: x = 14; 2n = 28, 56.

## Composição, propriedades e usos
Hyoscyamus muticus é uma planta venenosa que apresenta elevado teor em princípios activos, com destaque para os alcaloides como a hiosciamina. Em dosagem elevada é um narcótico poderoso. Em pequenas doses é usado em homeopatia como calmante.
Foi usado no leste mediterrânico e no Oriente Médio como afrodisíaco, sendo o principal componente dos "filtros de amor".
Modernamente é utilizado sob controlo médico para tratar situações delirium tremens, epilepsia, insónia, ansiedade e bronquite asmática, entre outras patologias.
Os princípios activos apresentam as mesmas características e propriedades que o meimendro-negro (Hyoscyamus niger), diferenciando-se pela maior abundância dos seus alcaloides, razão pela qual é cultivado uso pela indústria farmacêutica.
Todas as partes da planta contêm alcaloides, principalmente escopolamina e hiosciamina.  A concentração mais elevada encontra-se nas flores (2%), seguido pelas folhas (1,4 a 1,7%) e sementes (0,9 a 1,3%). Os caules contêm 0,5 a 0,6%, a quantidade mais baixa.
Hyoscyamus muticus é de todas as espécies de Hyoscyamus, a que apresenta a acção venenosa mais activa. Uma intoxicação é potencialmente mortal e muito fácil de atingir, embora raras vezes tenha sido reportada.

Como todas as espécies do género Hyoscyamus, é uma planta venenosa que, ainda que tenha certos usos farmacêuticos e medicinais considerados benéficos para diversas afecções e em doses usualmente homeopáticas bem definidas. Dada a sua elevada toxicidade, deve manejar-se com extrema precaução,já que, entre outros aspectos, a quantidade de princípios activos perigosos na espécie ou, incluso, num espécime em particular pode variar de maneira importante e imprevisível segundo as condições edáficas e climáticas do lugar de recolha.

## Taxonomia
Hyoscyamus muticus foi descrita por Carolus Linnaeus e publicado em Mantissa Plantarum, vol. 1, p. 45 , en el año 1767. A etimologia do nome genérico Hyoscyamus' deriva do latim hýoscýǎmus, -i, derivado do grego ύοσχύαμoς, evocado em Plínio, o Velho na sua obra História Natural (25, XVII) e já usado na Grécia Clássica para designar diversas espécies do género. O vocabular está construído pelas palavras gregas ύοσ, 'porco', 'javali', e χύαμoς, 'fava', ou seja 'fava de porco' designação que seria uma alusão a um episódio da Odisseia no qual, simplificando, 'Circe, a maga, transforma os companheiros de Ulisses em bácoros ao lhes dar a beber uma poção à base de meimendro; Ulisses salva-se, pois estava imunizado pela planta mágica moly que Hermes lhe entregara em tempos, mas os seus acompanhantes foram presa de alucinação teriomórfica, provocada pela ingestão da bebida, alucinação que os fez crer que se tinham metamorforizado, não penas fisicamente em porquinhos, mas também adoptando os seus comportamentos e «Circe os alimentou com bolotas, favas e o fruto do corniso, tudo o que os porcos que estão no chão comem». O epíteto específico muticus deriva do latim mǔtǐcus, deformação de mǔtǐlus, -a, -um, emprestado do grego μύτιλος, mutilado, uma alusão ao cálice glabro.
O binome apresenta a seguinte sinonímia:
- Hyoscyamus boveanus (Dunal) Asch. & Schweinf.
- Hyoscyamus falezlez Coss.
- Scopolia mutica Dunal

## Distribuição e habitat
Hyoscyamus muticus é uma espécie nativa do norte da África (Marrocos, Mali, Mauritânia, Chade, Etiópia, Sudão, Argélia, Egipto, Líbia e Níger); da Península Arábica e Oriente Médio (Jordânia, Israel e Síria). A planta é cultivada na Nigéria, Egipto, Turquia e Paquistão. Cresce em solos rochosos de arenitos e areias das regiões semi-desérticas.